# Сент-Меріс (парафія, Нью-Брансвік)
Сент-Меріс (англ. Saint Marys) — парафія в Канаді, у провінції Нью-Брансвік, у складі графства Йорк.

## Населення
За даними перепису 2016 року, парафія нараховувала 4837 осіб, показавши зростання на 2,2%, порівняно з 2011-м роком. Середня густина населення становила 6,4 осіб/км².
З офіційних мов обидвома одночасно володіли 980 жителів, тільки англійською — 3 840, тільки французькою — 10. Усього 50 осіб вважали рідною мовою не одну з офіційних, з них 5 — одну з корінних мов.
Працездатне населення становило 70% усього населення, рівень безробіття — 9,2% (12,6% серед чоловіків та 6% серед жінок). 90,1% осіб були найманими працівниками, а 8,8% — самозайнятими.
Середній дохід на особу становив $42 862 (медіана $36 037), при цьому для чоловіків — $50 154, а для жінок $35 660 (медіани — $42 368 та $30 647 відповідно).
28,7% мешканців мали закінчену шкільну освіту, не мали закінченої шкільної освіти — 18,6%, 52,8% мали післяшкільну освіту, з яких 39% мали диплом бакалавра, або вищий, 15 осіб мали вчений ступінь.
| Статево-вікова структура населення | Статево-вікова структура населення | Статево-вікова структура населення | Статево-вікова структура населення | Статево-вікова структура населення |
| ---------------------------------- | ---------------------------------- | ---------------------------------- | ---------------------------------- | ---------------------------------- |
|                                    |                                    |                                    |                                    |                                    |
| Всього                             | Всього                             | 50,5%49,5%                         |                                    |                                    |
| 0 — 14 років                       | 0 — 14 років                       |                                    | 19,6%                              | 19,6%                              |
| 15 — 64 років                      | 15 — 64 років                      |                                    | 68,5%                              | 68,5%                              |
| 65 і більше                        | 65 і більше                        |                                    | 11,9%                              | 11,9%                              |
| 85 і більше                        | 85 і більше                        |                                    | 0,5%                               | 0,5%                               |
| Середній вік (років)               | Середній вік (років)               | 39,238,5                           | 38,9                               | 38,9                               |
| Медіана (років)                    | Медіана (років)                    | 41,840,2                           | 41,0                               | 41,0                               |
| — чоловіки — жінки                 |                                    |                                    |                                    |                                    |

| Походження мешканців:     | Походження мешканців:     | Походження мешканців: | Походження мешканців: | Походження мешканців: |
| ------------------------- | ------------------------- | --------------------- | --------------------- | --------------------- |
| Походження                |                           |                       | осіб                  | %                     |
| Корінні американці        | Корінні американці        |                       | 340                   | 7.05%                 |
| Інше північноамериканське | Інше північноамериканське |                       | 2 455                 | 50.88%                |
| Європейське               | Європейське               |                       | 3 215                 | 66.63%                |
| британське                | британське                |                       | 2 790                 | 57.82%                |
| французьке                | французьке                |                       | 780                   | 16.17%                |
| українське                | українське                |                       | 25                    | 0.52%                 |
| Латинськоамериканське     | Латинськоамериканське     |                       | 15                    | 0.31%                 |
| Африканське               | Африканське               |                       | 15                    | 0.31%                 |
| Азійське                  | Азійське                  |                       | 50                    | 1.04%                 |
| Океанійське               | Океанійське               |                       | 15                    | 0.31%                 |

| Зайнятість населення за галузями (за класифікацією NOC): | Зайнятість населення за галузями (за класифікацією NOC): | Зайнятість населення за галузями (за класифікацією NOC): | Зайнятість населення за галузями (за класифікацією NOC): | Зайнятість населення за галузями (за класифікацією NOC): |
| -------------------------------------------------------- | -------------------------------------------------------- | -------------------------------------------------------- | -------------------------------------------------------- | -------------------------------------------------------- |
|                                                          |                                                          |                                                          |                                                          |                                                          |
| Управління                                               | Управління                                               |                                                          | 9,3%                                                     | 9,3%                                                     |
| Бізнес, фінанси та адміністрування                       | Бізнес, фінанси та адміністрування                       |                                                          | 15,8%                                                    | 15,8%                                                    |
| Природничі та прикладні науки                            | Природничі та прикладні науки                            |                                                          | 8,2%                                                     | 8,2%                                                     |
| Охорона здоров'я                                         | Охорона здоров'я                                         |                                                          | 6,9%                                                     | 6,9%                                                     |
| Освіта, правозахист, муніципальні та урядові служби      | Освіта, правозахист, муніципальні та урядові служби      |                                                          | 13,4%                                                    | 13,4%                                                    |
| Мистецтво, культура, відпочинок та спорт                 | Мистецтво, культура, відпочинок та спорт                 |                                                          | 2%                                                       | 2%                                                       |
| Роздрібна торгівля та послуги                            | Роздрібна торгівля та послуги                            |                                                          | 20,5%                                                    | 20,5%                                                    |
| Гуртова торгівля, транспорт та обладнання                | Гуртова торгівля, транспорт та обладнання                |                                                          | 18,1%                                                    | 18,1%                                                    |
| Природні ресурси, сільське господарство                  | Природні ресурси, сільське господарство                  |                                                          | 3,4%                                                     | 3,4%                                                     |
| Виробництво                                              | Виробництво                                              |                                                          | 2,4%                                                     | 2,4%                                                     |

## Клімат
Середня річна температура становить 4,4°C, середня максимальна – 22,6°C, а середня мінімальна – -17,4°C. Середня річна кількість опадів – 1 133 мм.
| Клімат поселення                              | Клімат поселення | Клімат поселення | Клімат поселення | Клімат поселення | Клімат поселення | Клімат поселення | Клімат поселення | Клімат поселення | Клімат поселення | Клімат поселення | Клімат поселення | Клімат поселення | Клімат поселення |
| Показник                                      | Січ.             | Лют.             | Бер.             | Квіт.            | Трав.            | Черв.            | Лип.             | Серп.            | Вер.             | Жовт.            | Лист.            | Груд.            |                  |
| Середній максимум, °C                         | −4,18            | −2,33            | 3,01             | 9,48             | 16,51            | 21,73            | 22,55            | 21,92            | 16,98            | 10,96            | 4,83             | −2,92            |                  |
| Середня температура, °C                       | −10,8            | −8,96            | −3,62            | 2,86             | 9,90             | 15,10            | 18,26            | 17,62            | 12,69            | 6,68             | 0,55             | −7,2             |                  |
| Середній мінімум, °C                          | −17,42           | −15,57           | −10,24           | −3,76            | 3,29             | 8,48             | 13,98            | 13,33            | 8,41             | 2,38             | −3,74            | −11,48           |                  |
| Норма опадів, мм                              | 107              | 83               | 87               | 84               | 87               | 89               | 98               | 87               | 94               | 101              | 107              | 109              |                  |
| Середньомісячна швидкість вітру, м/с          | 3.60             | 3.70             | 3.90             | 3.80             | 3.50             | 3.10             | 2.80             | 2.62             | 2.90             | 3.30             | 3.50             | 3.60             |                  |
| Середньомісячна сонячна радіація, кДж/м²·день | 5376             | 8694             | 12332            | 15451            | 18226            | 20258            | 19830            | 17524            | 13076            | 8298             | 4917             | 4117             |                  |
| --------------------------------------------- | ---------------- | ---------------- | ---------------- | ---------------- | ---------------- | ---------------- | ---------------- | ---------------- | ---------------- | ---------------- | ---------------- | ---------------- | ---------------- |
| Джерело:                                      |                  |                  |                  |                  |                  |                  |                  |                  |                  |                  |                  |                  |                  |